# 第5回日刊體育日劇大賞
第4回← - 第5回 - 第6回→
第5回日刊體育日劇大賞是針對2002年播出的連續劇做出的觀眾投票。  

## 最佳作品獎
- 西洋古董洋果子店

## 最佳男主角
- 瀧澤秀明（西洋古董洋果子店）

## 最佳女主角
- 深津繪里（愛的力量）

## 最佳男配角
- 上川隆也 （上班女郎2）

## 最佳女配角
- 天海祐希（水曜日的愛情）

## 最佳新人獎
- 櫻井翔（離天國最近的男人2）